# Charte communale (Maroc)
Au Maroc, la Charte communale est le texte législatif qui édicte l'ensemble des règles relatives à l'organisation de la commune. Elle précise la composition du conseil communal et fixe ses compétences, ainsi que celle de son président.